# Myotis nimbaensis
Myotis nimbaensis és una espècie de ratpenat de la família dels vespertiliònids. És endèmic dels monts Nimba, a Guinea (Àfrica Occidental). Fou descobert el 2018 i descrit oficialment el 2021 per un equip de científics encapçalat per la mastòloga estatunidenca Nancy Simmons.

## Descripció
M. nimbaensis té el pelatge taronja, amb pigmentació dicromàtica negra a les ales. Viu en coves naturals i mines abandonades dels monts Nimba.

## Dieta
Es desconeix la dieta de M. nimbaensis.

## Espècies similars
Malgrat que s'assembla físicament al ratpenat de Welwitsch, les dades genètiques indiquen que el parent més proper de M. nimbaensis és M. tricolor.

## Hàbitat
Es creu que M. nimbaensis té una distribució força petita, limitada a la part alta de la serralada, de manera que podria ser catalogat com a espècie en perill crític una vegada se n'hagi obtingut més informació.